# Piedras Negras, Veracruz
Piedras Negras är en ort i Mexiko.   Den ligger i kommunen Tlalixcoyan och delstaten Veracruz, i den sydöstra delen av landet, 300 km öster om huvudstaden Mexico City. Piedras Negras ligger 33 meter över havet och antalet invånare är 8 454.
Terrängen runt Piedras Negras är platt, och sluttar österut. Runt Piedras Negras är det ganska glesbefolkat, med 43 invånare per kvadratkilometer. Närmaste större samhälle är Tlalixcoyan, 12,1 km öster om Piedras Negras. Trakten runt Piedras Negras består till största delen av jordbruksmark.